# Borocera madagascariensis
Espèce

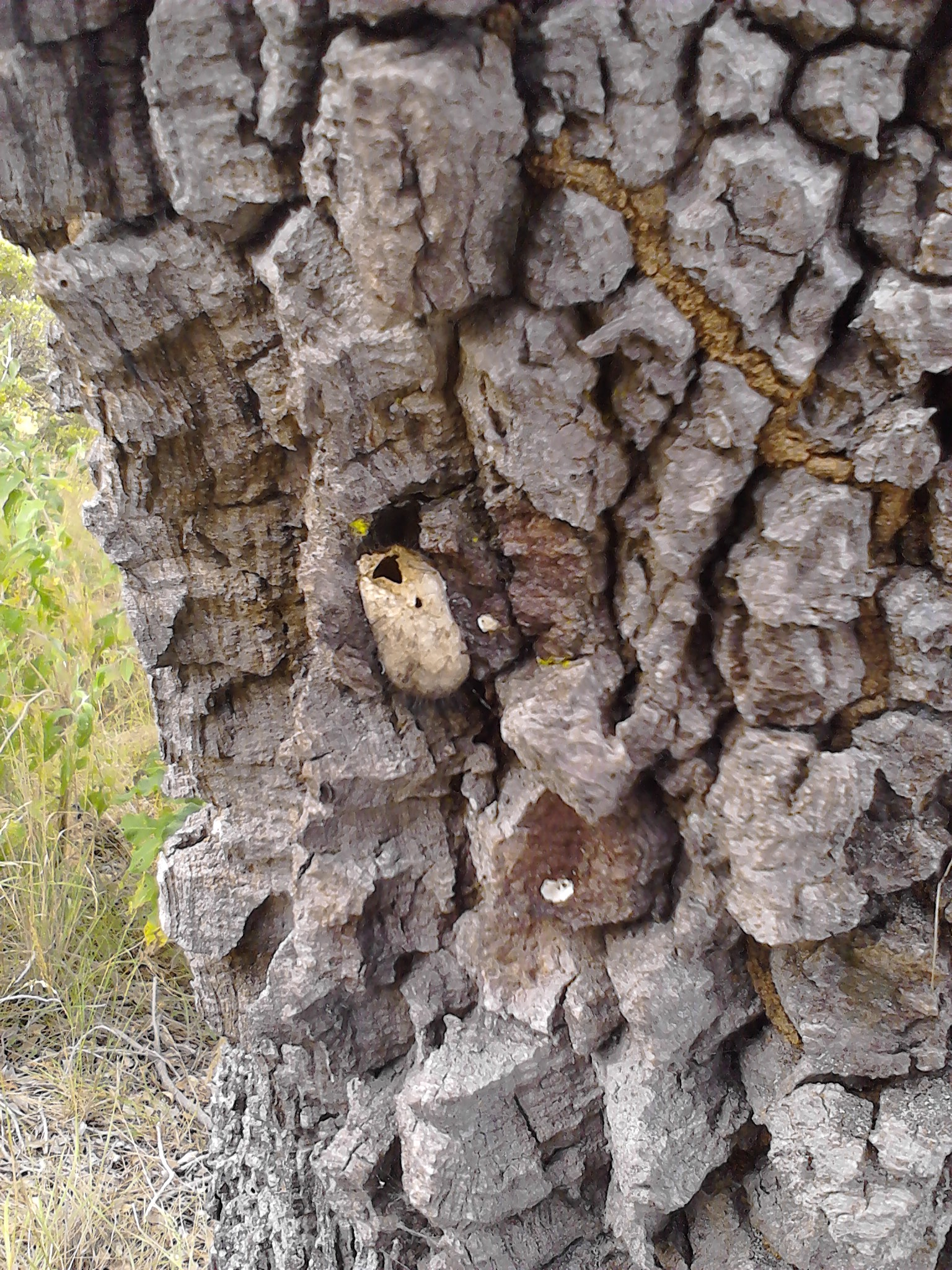
Cocon vide d'un ver à soie sauvage (Borocera madagascariensis) sur l'écorce d'un arbre tapia (Uapaca bojeri). Zone protégée de l'Itremo, Hautes Terres centrales de Madagascar.

Borocera madagascariensis est une espèce de lépidoptères du genre Borocera, endémique de Madagascar où il est connu comme « ver à soie sauvage » ou « landibe ».

## Généralités
À Madagascar, il n'existe qu'un seul type de Ver à soie sauvage (de son nom vernaculaire Landibe), qui plus est endémique.
On ne le trouve que dans un arbre : le tapia. Le cocon n'est pas filable directement et les artisans doivent commencer par le bouillir, et le macérer. Lors de cette étape, ils séparent le ver du cocon qu'ils vont filer. Le ver étant comestible, ils le font frire pour le manger (parfois cela sert aussi d'alimentation aux animaux).
Les étapes suivantes sont les mêmes que pour la transformation des cocons de ver à soie d'élevage en soie. À Madagascar, il n'y a cependant que des artisans qui l'exploitent, aucune industrie.
Ce ver est rustique mais peut être menacé par d'autres insectes.

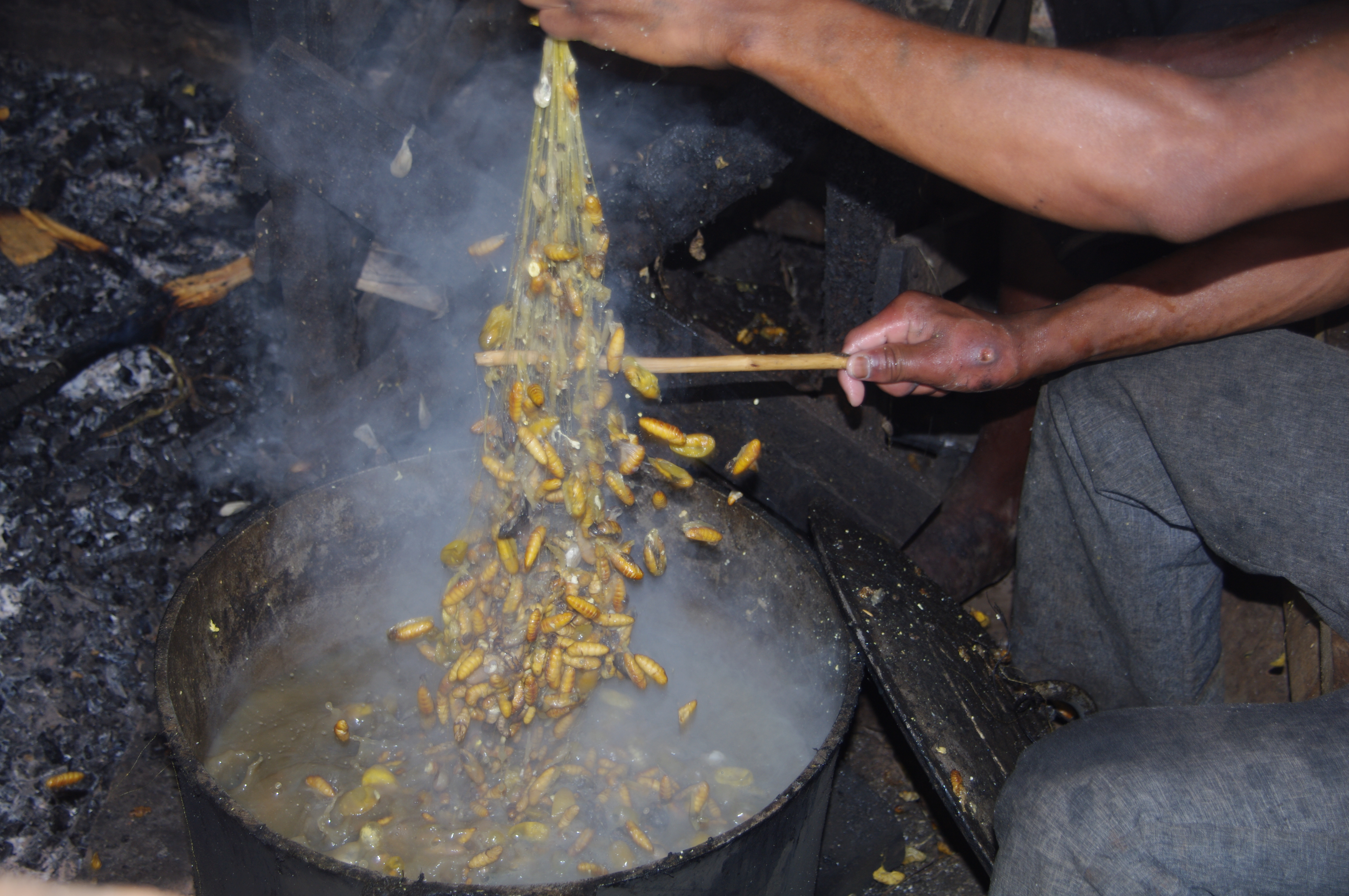
Cocons qui macèrent.

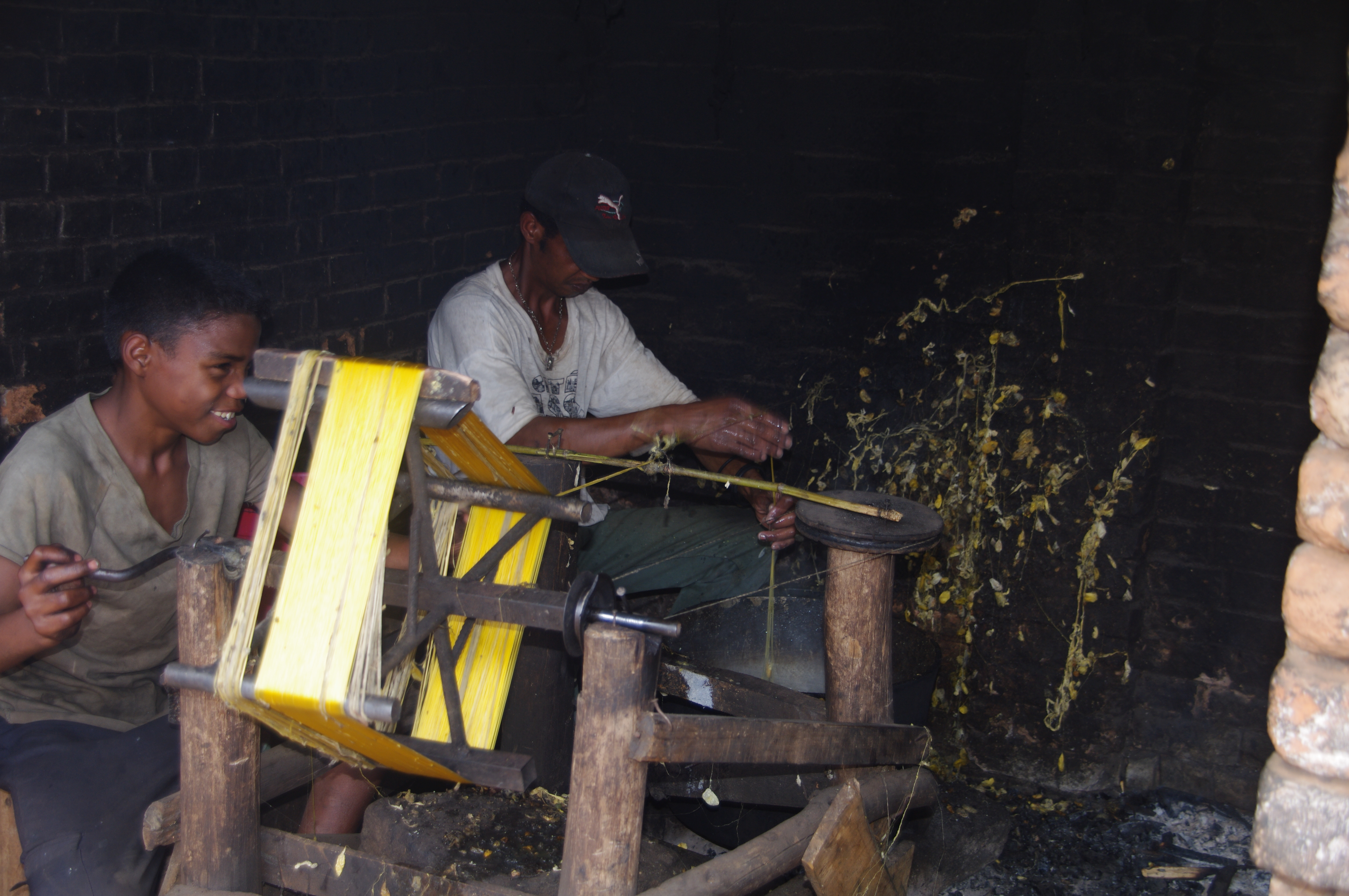
Filage manuel.

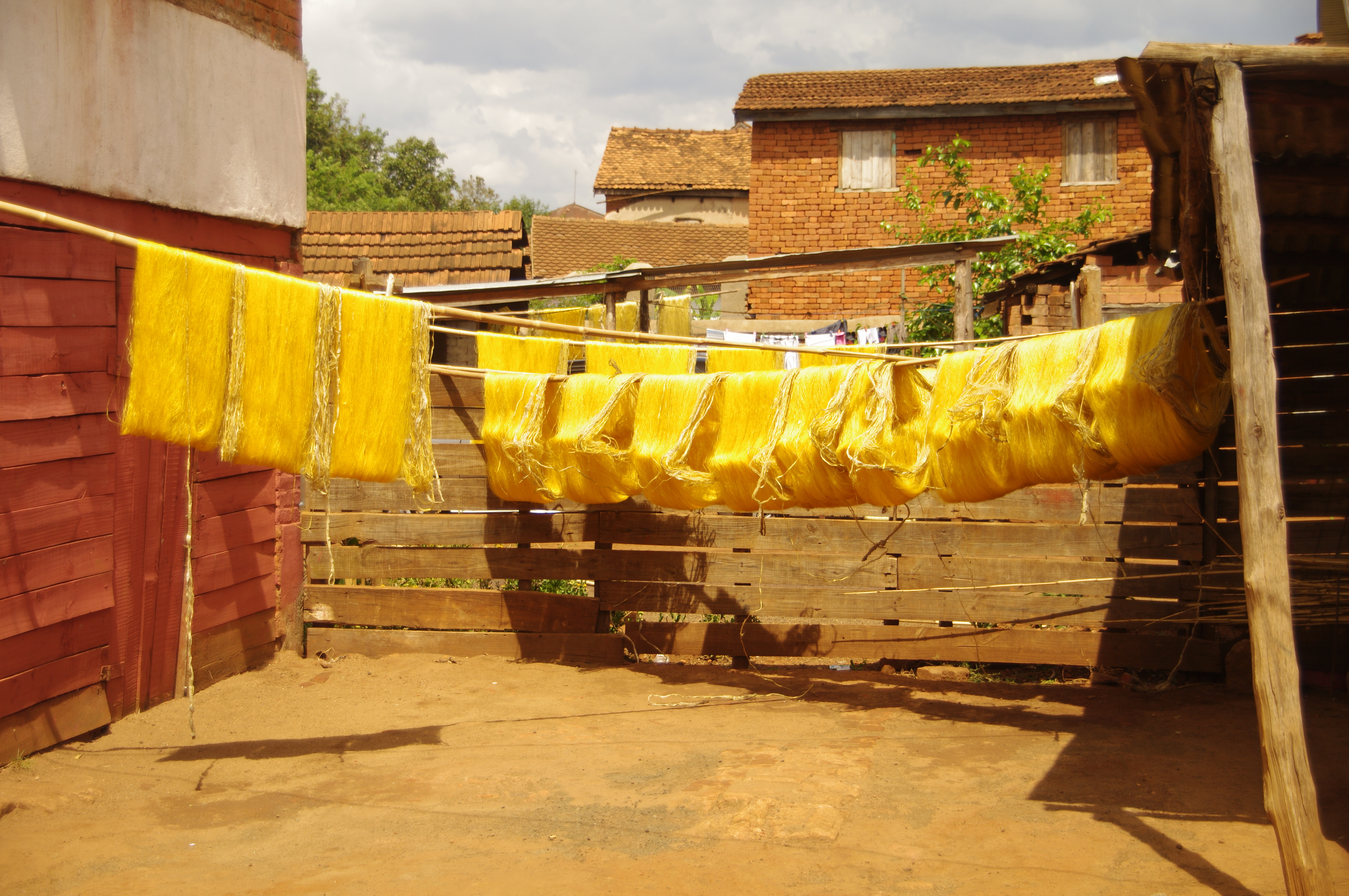
Soie qui sèche avant une éventuelle teinture.

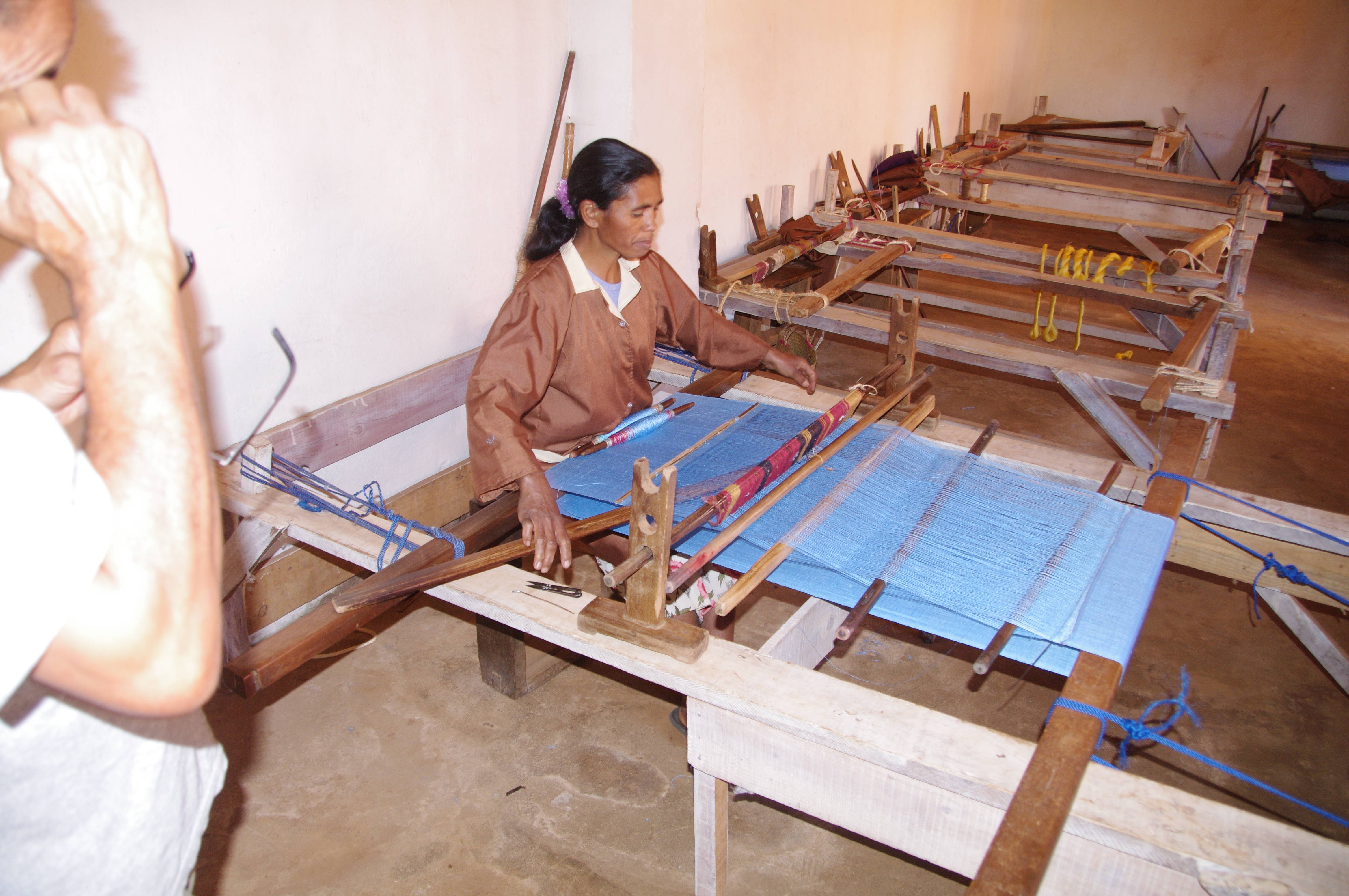
Métier à tisser artisanal.